# 후지필름 GFX100 II
후지필름 GFX100 II(Fujifilm GFX100 II)는 후지필름이 후지필름 G 마운트를 사용하여 생산한 중형 미러리스 카메라다. 2019년 모델인 GFX100의 직계 후속 모델이다.
GFX100 II는 2023년 9월 12일 X 서밋 글로벌 2023에서 발표되었다. 판매는 2023년 9월에 시작되었다.

## 카메라 바디 / 배터리
GFX100 II는 GFX100보다 바디 크기가 눈에 띄게 작고 무게가 약간 가벼운데, 이는 주로 세로 그립이 이제 옵션으로 추가되었기 때문이다. GFX100이 두 개의 배터리를 지원하는 반면, GFX100 II는 NP-W235 리튬 이온 타입 배터리 하나만 위한 공간을 제공한다 (GFX100S와 동일한 타입). 따라서 GFX100 II 바디는 단일 배터리, 두 개의 메모리 카드 중 하나, EVF를 포함하여 1,030g이다. 이는 GFX100 바디 (두 개의 배터리, 메모리 카드, EVF를 포함하여 1,400g)보다 약 370g 가볍다.

## 뷰파인더
향상된 전자식 뷰파인더 (EVF) (9.44 MP)는 GFX100과 마찬가지로 탈착식이며, 옵션으로 틸트 액세서리를 추가할 수 있다.

## 센서
후지필름 GFX100 II는 새롭게 개발된 고속 43.8 x 32.9 mm 중형 센서를 사용하며, 100% 위상차 검출 자동 초점 범위를 갖는다. 1억 200만 화소 해상도는 이전 모델인 후지필름 GFX100과 동일하다. 향상된 이미지 처리 엔진 "X-Processor 5"와 결합하여 이전 두 모델 (후지필름 GFX100 및 GFX100S)에서 사용된 센서에 비해 두 배 빠른 신호 읽기 속도를 제공할 수 있다.

## 손떨림 보정
GFX100 II는 5축 손떨림 보정을 갖춘 바디 내 손떨림 보정 (IBIS) 메커니즘을 포함한다. 제조업체는 최대 8.0 스톱의 흔들림 보정 효과를 주장한다.

## 후면 모니터 / 상단 화면
3.2인치, 236만 화소, 3방향 틸트식, 컬러 LCD, 터치 스크린 후면 모니터는 GFX 100의 그것과 매우 유사하다. 2.09인치 고대비 흑백 상단 화면은 밝은 햇빛 아래서도 카메라 설정을 한눈에 확인할 수 있게 해주며, 가상 다이얼 (조리개, 셔터 속도, ISO), 라이브 히스토그램 또는 기타 정보를 표시하도록 사용자 정의할 수 있다.

## 방진 및 방습
제조업체는 향상된 방진 및 방습 기능을 주장하며 빌드 품질은 고급 수준이다. 카메라는 최대 40°C에서 최저 -10°C까지의 온도에서 완전히 작동한다.

## 저장 형식
스틸 이미지는 이제 JPEG, TIFF, Raw (후지필름 .RAF) 형식 외에도 HEIF 형식 (4:2:2 10비트)으로 저장할 수 있다.

## 픽셀 시프트 / 다중 노출 / 브래킷 촬영
이 카메라는 픽셀 시프트 멀티샷 기능을 갖추고 있으며, 센서가 조금씩 움직여 트루 컬러 및 초고해상도 이미지 (4억 화소)를 촬영할 수 있다. 여러 번의 노출 촬영 (다양한 오버레이 모드로 최대 9프레임)이 가능하며, 6가지 다른 브래킷 촬영 모드 (AE 브래킷, 필름 시뮬레이션 브래킷, 다이내믹 레인지 브래킷, ISO 감도 브래킷, 화이트 밸런스 브래킷, 초점 브래킷)도 지원한다.
다른 간단한 브래킷 모드와 달리 초점 브래킷 촬영은 수동 및 자동의 두 가지 구별되는 종류를 포함한다.
- 수동 초점 브래킷 촬영: 촬영 간 시간 간격, 단계 크기,[n 1] 프레임 수, 그리고 가장 가까운 초점 위치를 설정한다.
- 자동 초점 브래킷 촬영: 촬영 간 시간 간격을 설정하고, 가장 가까운 초점 포인트와 가장 먼 초점 포인트를 정의한다. 단계 크기와 프레임 수는 자동으로 계산된다.

## 동영상
이 카메라는 센서 전체를 사용하여 4K 동영상을 녹화할 수 있으며, 1.53배 크롭으로 8K 동영상도 네이티브로 캡처할 수 있다. 이는 센서의 약 29mm x 16mm 크기 영역을 활용한다.
- 4K 동영상은 16:9 또는 17:9 출력으로 설정할 수 있다
- 8K 동영상은 16:9, 17:9, 또는 2.76:1 출력으로 설정할 수 있다
- 기타 중간 및 저해상도 모드 사용 가능

고품질 코덱은 빠른 CFexpress Type B 카드를 요구하거나 USB-C 케이블을 통해 외부 SSD로 직접 동영상 출력을 전송해야 한다.
고해상도 중형 센서에 대해 예상할 수 있듯이, 롤링 셔터는 저해상도 풀 프레임 센서에 비해 더 두드러진다.

## 렌즈
후지필름에서 제조한 네이티브 후지필름 G 마운트 렌즈는 렌즈 경통 둘레에 공식 명칭인 후지논 GF가 새겨져 있다. 이 후지필름 G 마운트 표에는 후지논 렌즈뿐만 아니라 다른 제조업체에서 발표한 G 마운트 호환 렌즈도 나열되어 있다.

## 이미지

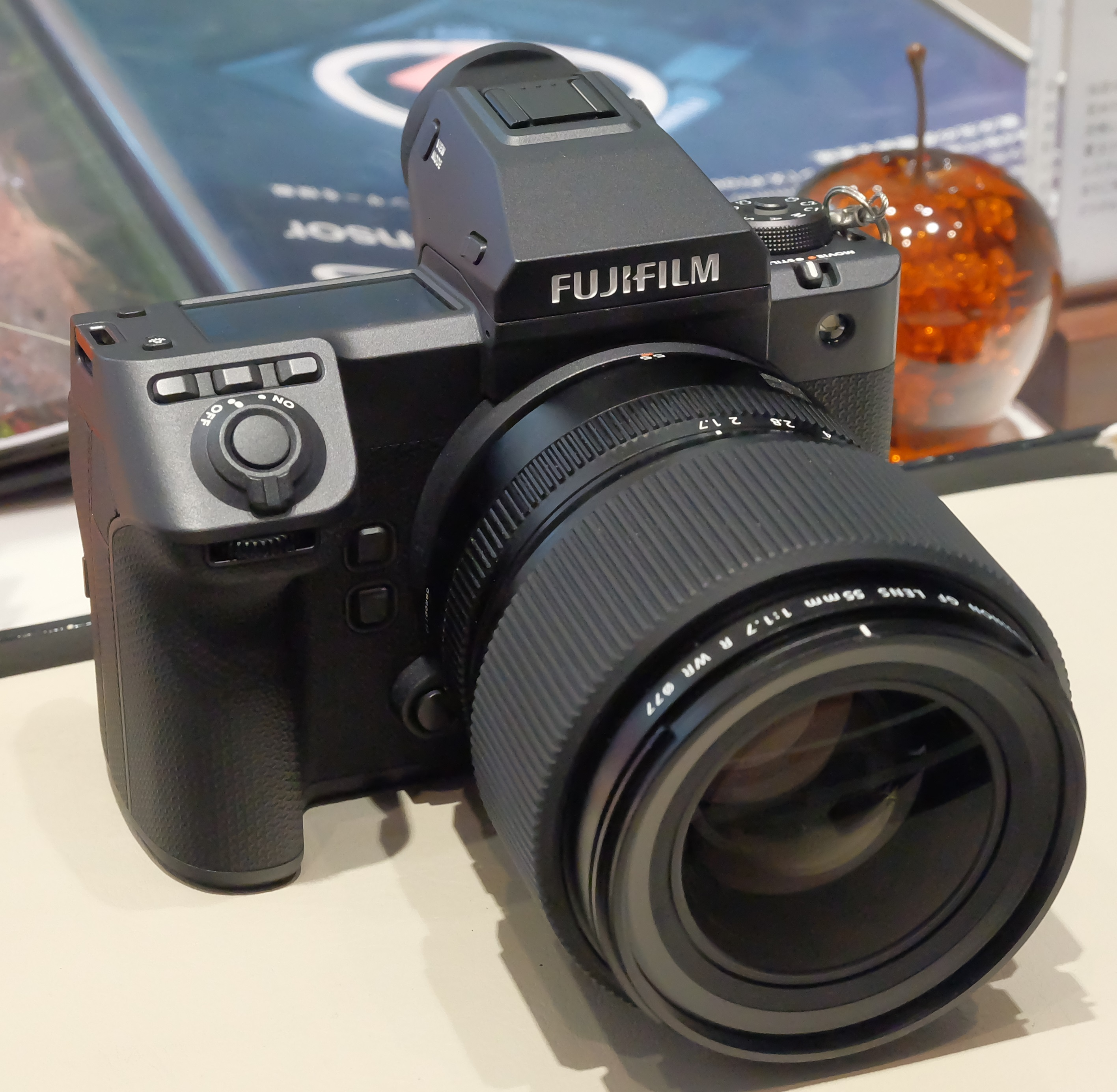
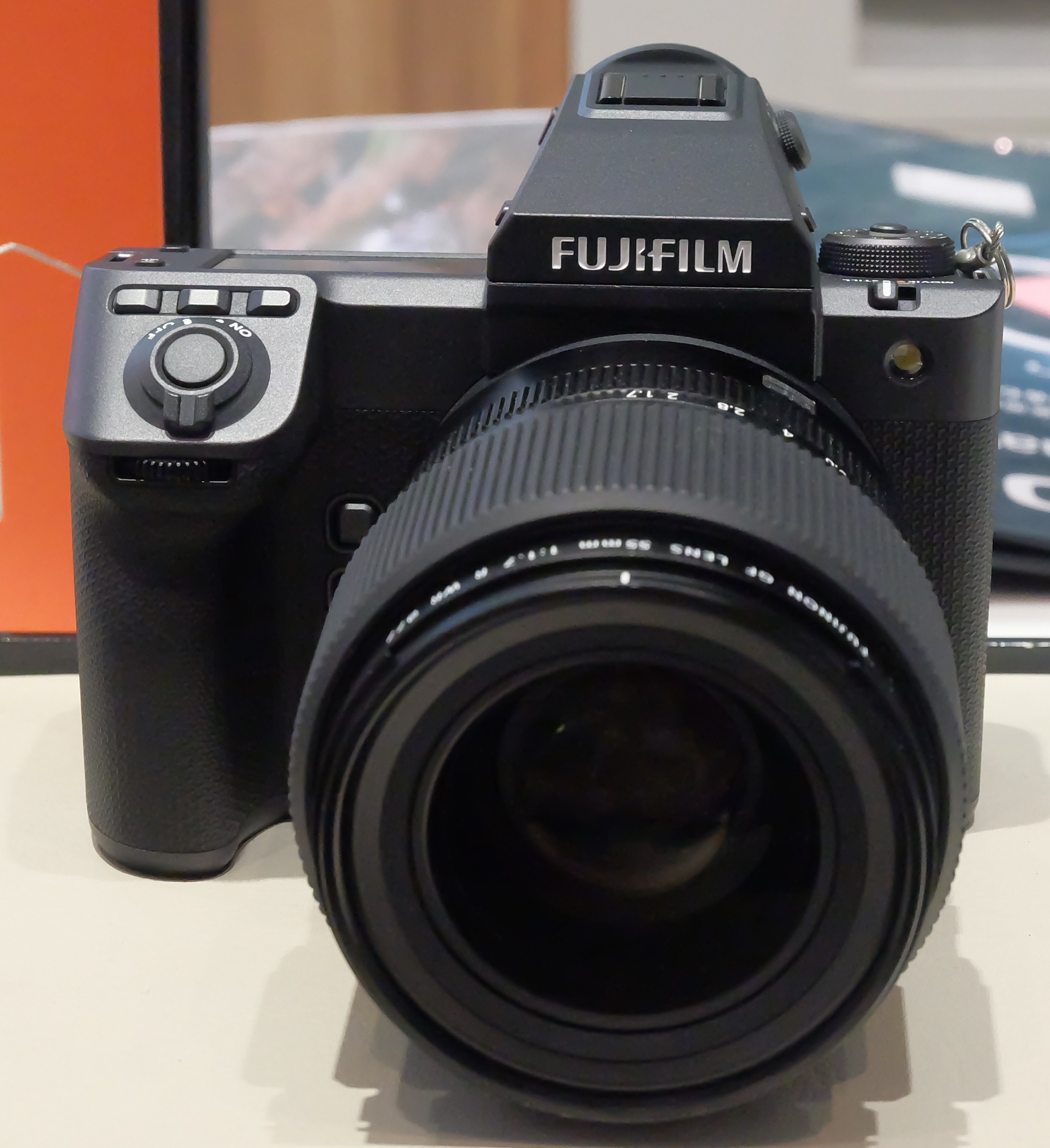
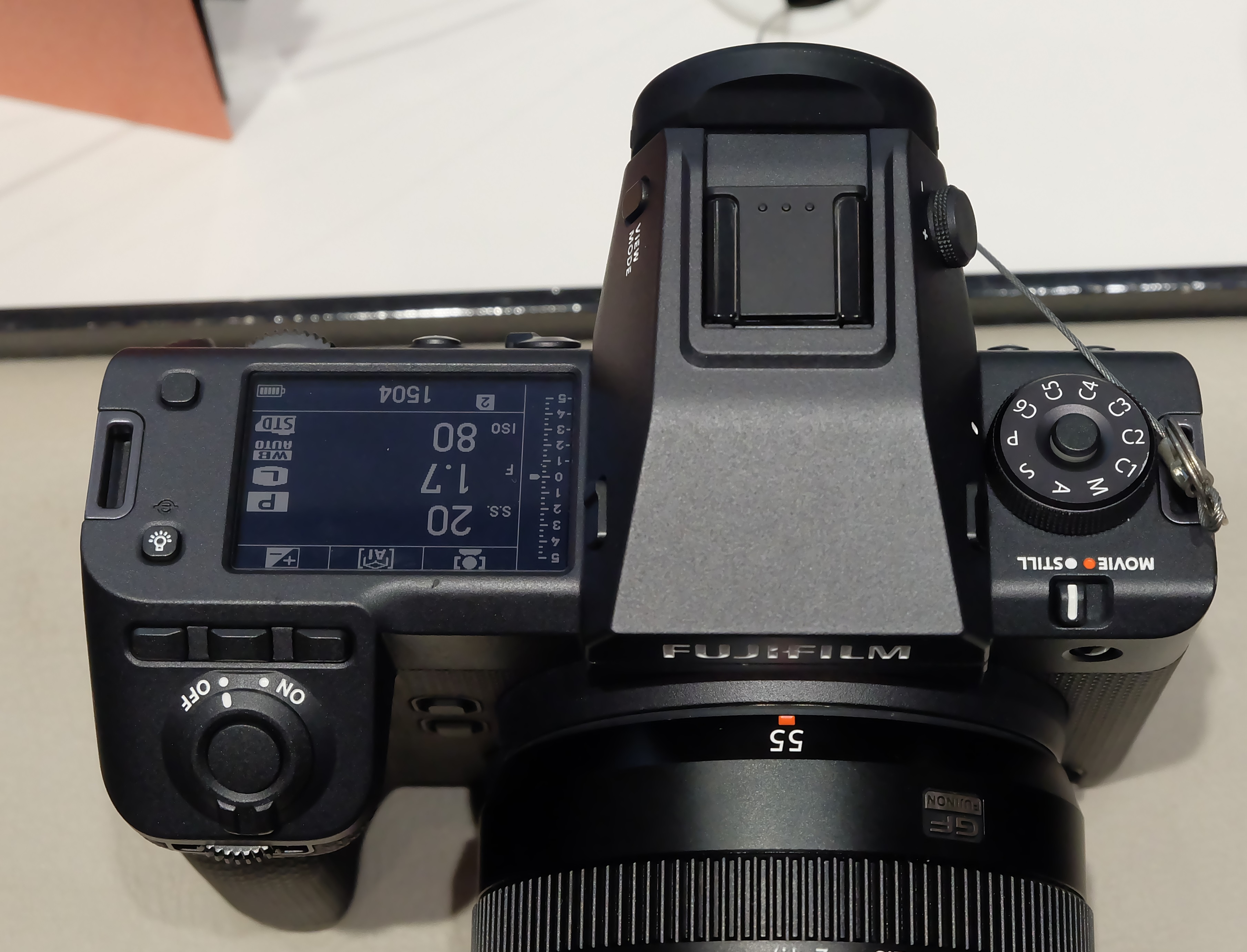
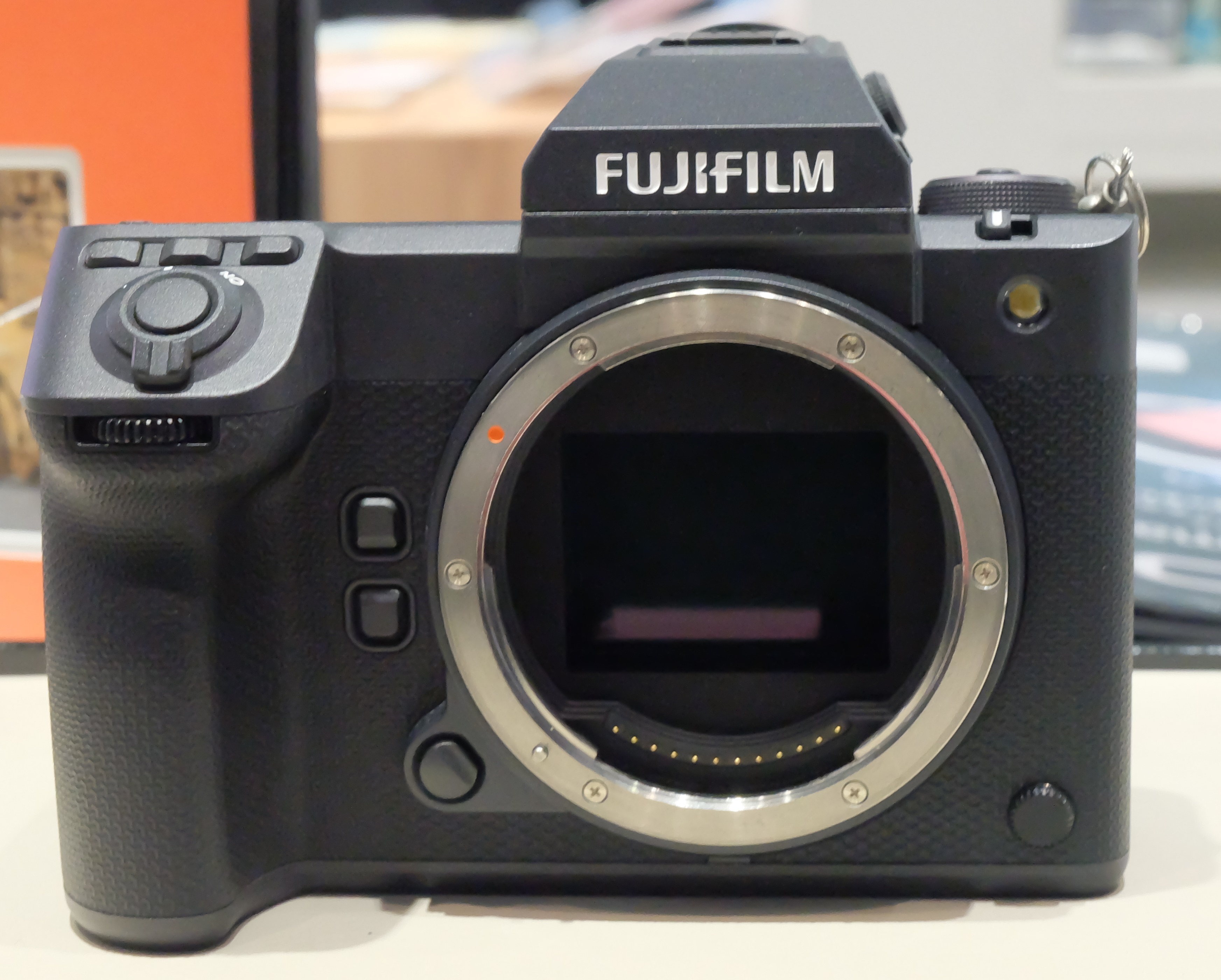
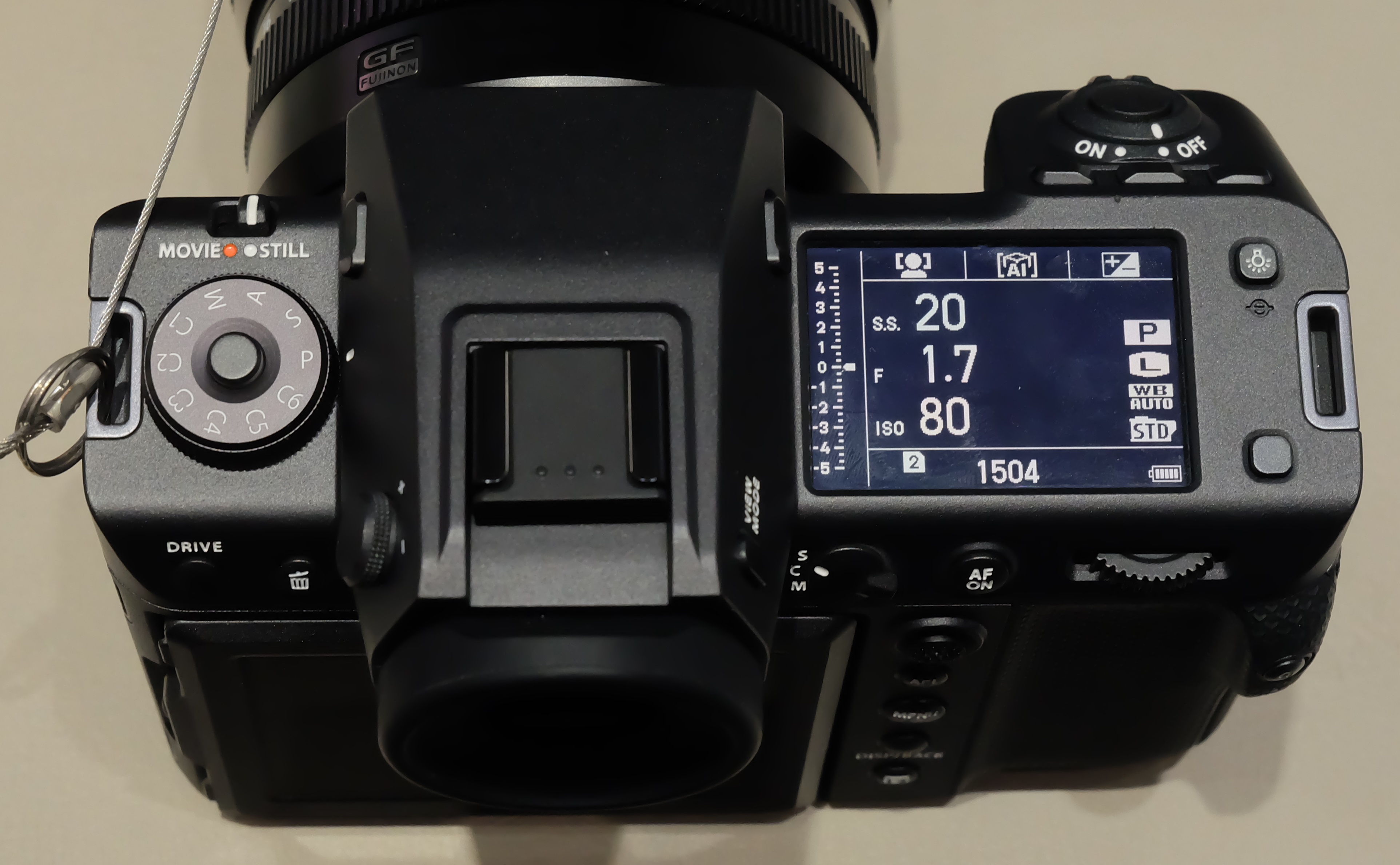
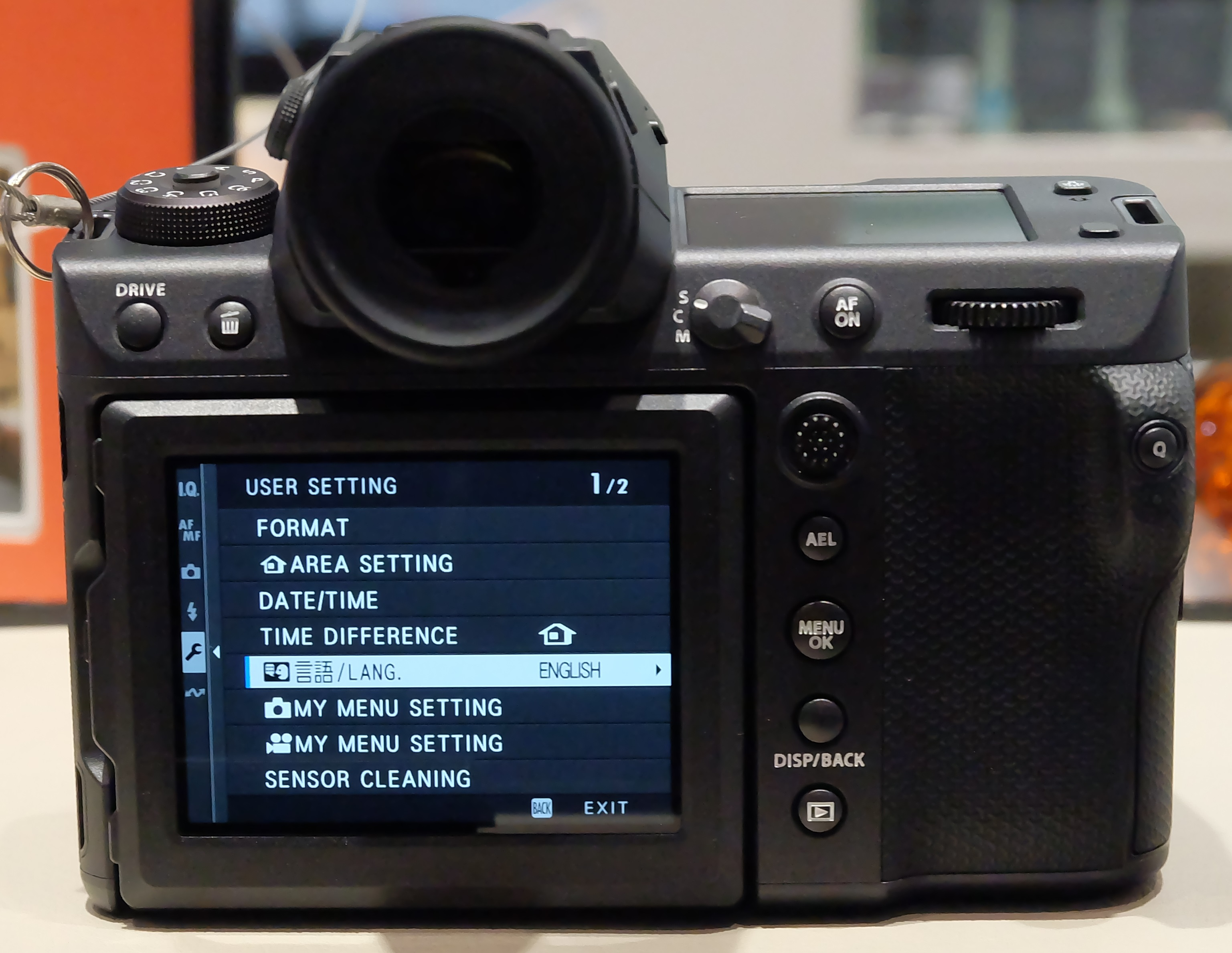
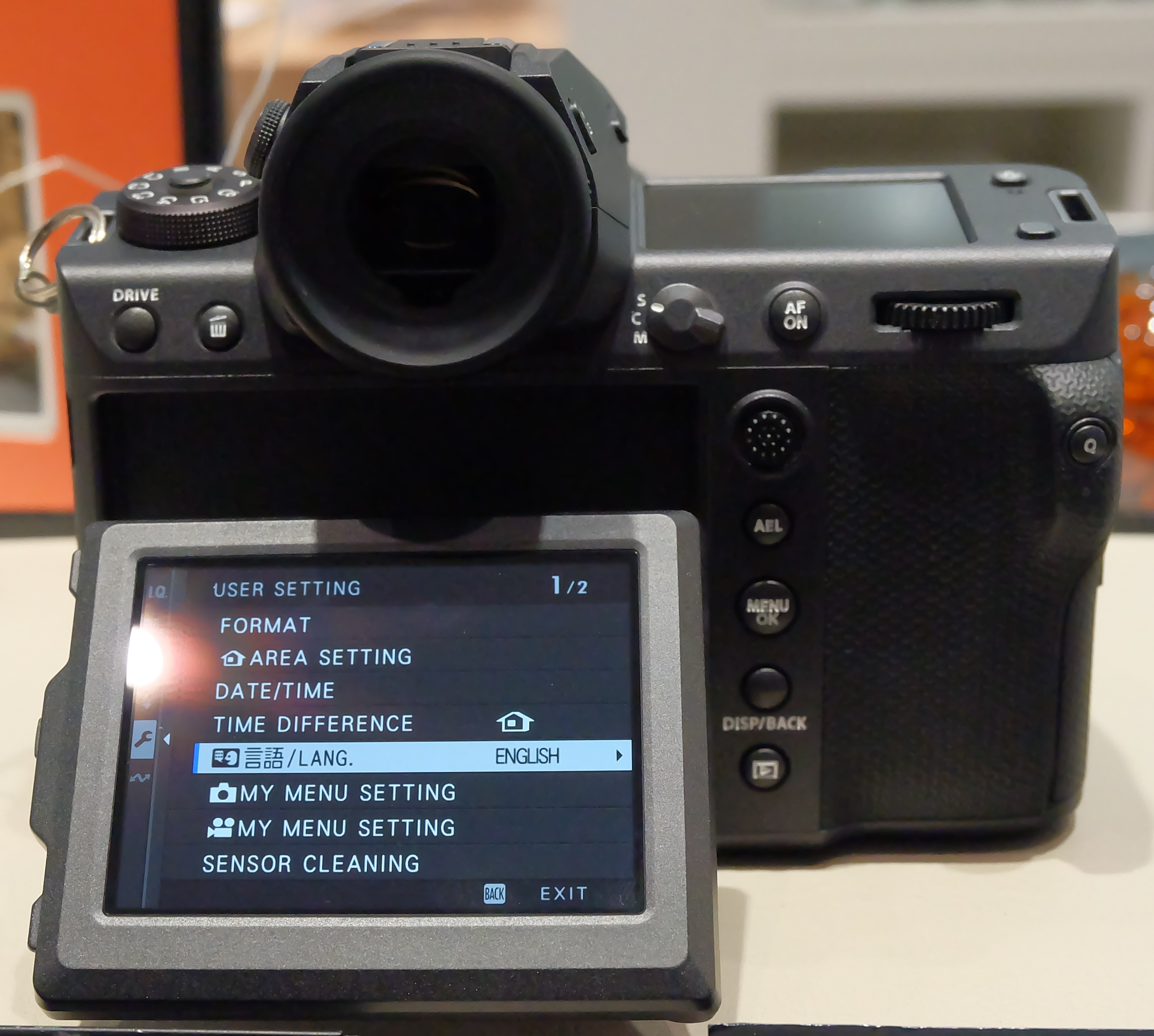

### 내용주
1. ↑  단계 크기는 촬영 간 렌즈의 초점 포인트가 진행되는 증분이다.

### 참조주
1. ↑  “Fujifilm GFX100 II 검토”. 《PCMag.com》 (영어). 2023년 12월 21일. 섹션 "Fujifilm GFX100 II 사양". 2024년 5월 5일에 확인함.
2. 1 2 3 4 5 6 7  “후지필름 - GFX100 II - 사양”. 《fujifilm-x.com》 (영어). 2023년 9월 12일. 섹션 "연속 촬영". 2023년 11월 2일에 확인함.
3. ↑  “후지필름 GFX100 II 카메라 리뷰”. 《ePHOTOzine.com》 (영어). 2024년 3월 21일. 챕터 "후지필름 GFX100 II 주요 기능". 2024년 5월 5일에 확인함.
4. 1 2  “FUJIFILM GFX100 II 소개”. 《fujifilm-x.com》 (영어). 2023년 9월 12일. 2023년 11월 2일에 확인함.
5. ↑  “후지필름 - GFX100 II - 사양”. 《fujifilm-x.com》 (영어). 2023년 9월 12일. 2023년 11월 3일에 확인함.
6. 1 2  “후지필름의 새로운 GFX100 II 중형 카메라는 더 작고 빠르며 2,500달러 더 저렴합니다 (이전 모델보다) - 더 버지”. 《TheVerge.com》 (영어). 2023년 9월 12일. 2023년 11월 2일에 확인함.
7. ↑  “후지필름, X 서밋 행사에서 GFX 100 II 발표”. 《DPReview.com》 (영어). 2023년 9월 12일. 2023년 11월 2일에 확인함.
8. ↑  “후지필름 - GFX100 - 사양”. 《fujifilm-x.com》 (영어). 2023년 9월 12일. 섹션 "무게". 2023년 11월 2일에 확인함.
9. ↑  “새로운 후지필름 GFX100 II는 가격을 포함하여 거의 모든 것을 건드린 급격한 개편입니다”. 《thePhoblographer.com》 (영어). 2023년 9월 12일. 2023년 11월 2일에 확인함.
10. ↑  “후지필름 GFX 100 II 리뷰: 중형 경이”. 《DigitalCameraWorld.com》 (영어). 2023년 10월 17일. 챕터 "후지필름 GFX 100 II: 주요 기능". 2023년 11월 2일에 확인함.
11. ↑  “후지필름 GFX 100 II 핸즈온”. 《DPReview.com》 (영어). 2023년 10월 28일. 챕터 "디스플레이". 2023년 11월 2일에 확인함.
12. ↑  “후지필름 GFX100 II 카메라 리뷰”. 《ePHOTOzine.com》 (영어). 2024년 3월 21일. 챕터 "빠른 평결". 2024년 5월 5일에 확인함.
13. ↑  “후지필름 GFX 100 II 리뷰”. 《PhotographyBlog.com》 (영어). 2023년 9월 18일. 챕터 "소개". 2023년 11월 3일에 확인함.
14. ↑  “브래킷 촬영”. 《fujifilm-dsc.com (GFX100 II HTML 매뉴얼)》 (영어). 2023년 9월 12일. 챕터 "초점 BKT". 2023년 11월 3일에 확인함.
15. ↑  “후지필름 GFX 100 II 초기 리뷰: 중형 동영상 제작기”. 《DPReview.com》 (영어). 2023년 9월 12일. 챕터 "동영상 기능". 2023년 11월 2일에 확인함.
16. ↑  “후지필름, 더 날씬하고 저렴한 GFX 100 II 중형 카메라 출시”. 《Engadget.com》 (영어). 2023년 9월 12일. 2023년 11월 2일에 확인함.
17. ↑  “후지필름, X 서밋 행사에서 GFX 100 II 발표”. 《DPReview.com》 (영어). 2023년 9월 12일. 챕터 "초기 인상". 2023년 11월 2일에 확인함.
18. ↑  “FUJIFILM GFX100 II 실험실 테스트 – 롤링 셔터, 다이내믹 레인지, 라티튜드”. 《CineD.com》 (영어). 2024년 2월 5일. 챕터 "FUJIFILM GFX100 II의 롤링 셔터". 2024년 5월 5일에 확인함.
19. ↑  “GF55mmF1.7 R WR 소개”. 《fujifilm-x.com》 (영어). 2023년 9월 12일. 상단 이미지: 렌즈 둘레에 '후지논' 브랜드 표시. 2023년 11월 2일에 확인함.